# بسامد بسیارپایین
بر اساس تقسیم بندی اتحادیه بین‌المللی مخابرات راه دور، فرکانس خیلی پایین (به انگلیسی: VLF، Very Low Frequency) به امواج بین ۳ کیلوهرتز تا ۳۰ کیلوهرتز گفته می‌شود.